# Cade & Murdoch
Lance Cade & Trevor Murdoch sono stati un tag team di wrestling, formato da Lance Cade e Trevor Murdoch. Il duo è noto maggiormente per i suoi trascorsi nella World Wrestling Entertainment, dove hanno combattuto nel roster di Raw e dove sono stati tre volte vincitori del World Tag Team Championship.

## Storia

### World Wrestling Entertainment (2005–2008)

#### Formazione
Nell'agosto del 2005, sia Cade che Murdoch vennero promossi dalla Ohio Valley Wrestling, territorio di sviluppo della World Wrestling Entertainment, al roster di Raw, dove iniziarono a combattere con il ringname TNT.
Il 22 agosto del 2005 vennero mandate in onda delle vignette a Raw riguardanti il debutto di Cade e Murdoch, con la gimmick heel di due rudi redneck vestiti da cowboy. Nella puntata di Raw del 5 settembre Cade e Murdoch sconfissero i World Tag Team Champions The Hurricane e Rosey in un match non titolato, diventando di conseguenza i contendenti n°1 ai titoli di coppia. Il 18 settembre, ad Unforgiven, Cade e Murdoch sconfissero The Hurricane e Rosey conquistando così per la prima volta il World Tag Team Championship. Due mesi dopo, a Taboo Tuesday, Cade e Murdoch persero i titoli a favore di Big Show e Kane dopo un regno durato 44 giorni.

#### Scioglimento
Nella puntata di Raw del 13 novembre 2005 in onore dello scomparso Eddie Guerrero, Cade e Murdoch vennero sconfitti dai Legion of Doom (Animal e Heidenreich) in un match interpromozionale. Due settimane dopo, Joey Styles annunciò che Cade e Murdoch si erano divisi.
Dopo lo scioglimento, Cade e Murdoch continuarono a combattere separatamente, a volte in coppia con altri tag team. Vennero poi messi in faida con il team formato da Gene Snitsky e Goldust.

#### Reunion
Nella puntata di Heat del 14 aprile 2006 Cade e Murdoch si riunirono come team. Sempre a Heat, il 19 maggio, Cade e Murdoch sconfissero Charlie Haas e Viscera. Dopo aver dichiarato di volere un'opportunità titolata al World Tag Team Championship, Cade e Murdoch supportarono Edge e i McMahons (Mr. McMahon e Shane McMahon) nelle loro rispettive faide contro la D-Generation X (Triple H e Shawn Michaels).
Nella puntata di Raw del 2 aprile 2007 Cade e Murdoch parteciparono ad una Battle Royal per il World Tag Team Championship di John Cena e Shawn Michaels che venne infine vinta dagli Hardy Boyz (Jeff Hardy e Matt Hardy). Il 29 aprile, a Backlash, Cade e Murdoch non riuscirono a conquistare i titoli di coppia contro gli Hardy Boyz, ma adottarono un comportamento gentile e sportivo nei loro confronti. Il 20 maggio, a Judgment Day, Cade e Murdoch fallirono nuovamente nel conquistare i titoli di coppia contro gli Hardyz. Nella puntata di Raw del 4 giugno Cade e Murdoch riuscirono a strappare i titoli di coppia dalle mani degli Hardy Boyz in maniera controversa. Il 24 giugno, a Vengeance: Night of Champions, Cade e Murdoch difesero con successo i titoli contro gli Hardy Boyz. Dopo una breve faida con i Cryme Tyme (JTG e Shad Gaspard), terminata bruscamente a causa del rilascio dei loro avversari, Cade e Murdoch persero i titoli a favore di Paul London e Brian Kendrick il 5 settembre durante un house show in Sudafrica. Tre giorni dopo, però, Cade e Murdoch riconquistarono i titoli contro London e Kendrick sempre durante tale house show. Il 18 novembre, a Survivor Series, Cade e Murdoch difesero con successo i titoli contro Cody Rhodes e Hardcore Holly. Nella puntata speciale per il 15º anniversario di Raw del 10 dicembre Cade e Murdoch persero i titoli contro Cody Rhodes e Hardcore Holly dopo 93 giorni di regno. Dopo una serie di sconfitte, Cade e Murdoch si separarono, arrivando ad un match uno contro uno svoltosi nella puntata di Raw del 2 giugno 2008 con vittoria di Cade. In seguito, durante la Draf Lottery del 2008, Murdoch passò al roster di SmackDown ma venne rilasciato qualche giorno dopo, mentre Cade continuò a lottare a Raw fino al suo rilascio, avvenuto il 14 ottobre.

### Circuito indipendente (2008–2009)
Cade e Murdoch iniziarono a lottare nel Circuito indipendente nel tardo 2008, principalmente nella IWA Mid-South. Iniziarono a lottare anche nell'NWA prima che Cade venisse mandato a lottare in Giappone e Murdoch nella Total Nonstop Action Wrestling.

## Nel wrestling

### Mosse finali in coppia
- Sweet and Sour (Lariat (Cade) / Chop block (Murdoch) in combinazione)

### Soprannomi
- "The Best Tag Team"
- "Redneck Wrecking Crew"

### Musiche d'ingresso
- "Southern Pride" di Jim Johnston (WWE/Circuito indipendente; 2005–2009)

## Titoli e riconoscimenti
- Pro Wrestling Illustrated
  - 80° tra i 500 migliori wrestler singoli secondo PWI 500 (2008) – Cade
  - 96° tra i 500 migliori wrestler singoli secondo PWI 500 (2008) – Murdoch
- World Wrestling Entertainment
  - World Tag Team Championship (3)